# クレイニス
クレイニス（古希: Κλείνις, Kleinis, 英: Clinis）は、ギリシア神話の人物である。メソポタミア地方の都市バビロンの住人である。ハルペーと結婚し、リュキオス、オルテュギオス、ハルパソス、アルテミケーをもうけた。

## 神話
ボイオスの『鳥類の系譜』に基づくアントーニーヌス・リーベラーリスの物語によると、クレイニスは信仰心に篤い人物で、裕福であり、財産として多くの牛やロバ、羊を所有していた。またアポローンとアルテミスの覚えがめでたく、両神が極北のヒュペルボレオイの地を訪れる際にはクレイニスを従者として連れて行くほどであった。
ところで、クレイニスはヒュペルボレオイの地で、人々がアポローンに対してロバを犠牲に捧げているのを見るうちに、彼らと同じ祭式でアポローンに犠牲を捧げたいと思うようになった。そこでバビロンに帰国したときに、百頭のロバでもって犠牲式を執り行おうとした。するとアポローンが現れて、その犠牲式を取りやめないとクレイニスを殺すと言った。アポローンが言うには、ロバの犠牲式はヒュペルボレオイの地で執り行う場合にのみ許したものであり、それ以外は喜びとはならないとのことであった。
クレイニスはそれを聞くと、ロバを祭壇から遠ざけ、神の言葉を子供たちに伝えた。しかし子供たちの意見は2つに分かれた。すなわち、オルテュギオスとアルテミケーはアポローンの言葉に従うことを父に勧めたが、リュキオスとハルパソスはロバの犠牲式を行って楽しむべきと主張し、ロバを祭壇のほうへ追い立てた。そのためアポローンはロバたちを狂わせ、一族全員を襲わせた。しかし彼らが死に際して神々に助けを求めたので、ポセイドーンはパルぺーとハルパソスを同名の鳥に変えた。一方でレートーとアルテミスは、オルテュギオスとアルテミケーには何も咎めるところがないため、救ってやりたいと考えた。そこでアポローンは残った者たち全員を鳥に変えることにし、クレイニスを鷲に次いで大きな鳥ヒュパイエトスに、リュキオスは白いカラスに、アルテミケーは神々からも人間からも愛される鳥ピピンクスに、オルテュギオスはシジュウカラ（Aiegithalos）に変えた。